# Chiesa di Santo Stefano de Neophitis
La chiesa di Santo Stefano de Neophitis, o de Iudeca, è una chiesa sconsacrata del centro storico di Benevento. Si trova nel vico Santo Stefano, che faceva parte del quartiere ebraico cittadino; e si crede che, in origine, essa ne fosse la sinagoga.

## Storia

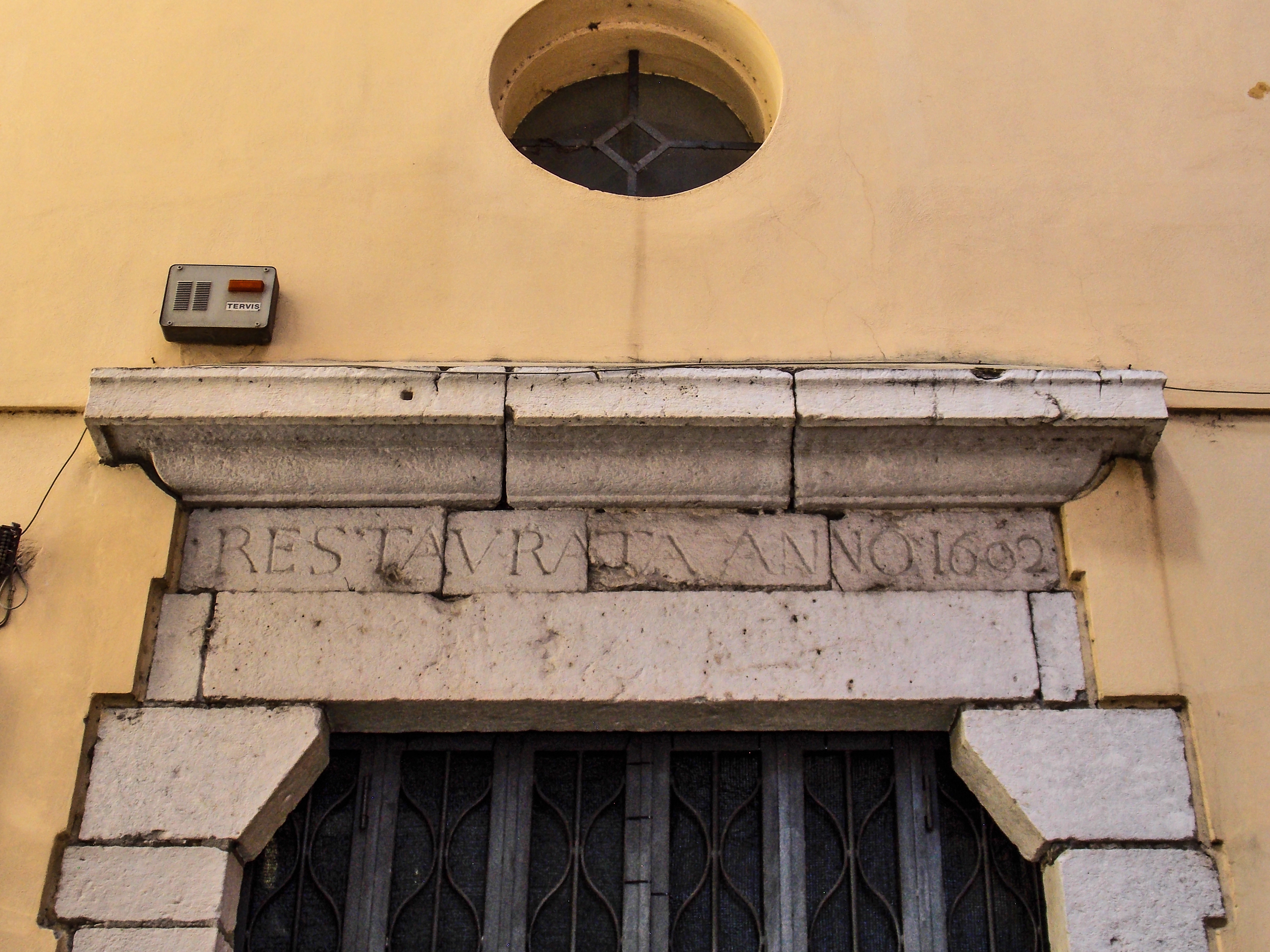
Architrave del portale

A Benevento è esistita una fiorente comunità ebraica almeno a partire dalla metà del IX secolo. La giudecca, o serralium, doveva trovarsi fra gli attuali Corso Garibaldi, Piano di Corte, chiesa di Santa Sofia: questa collocazione è suggerita dalla presenza, in tale area, di tre chiese con la specificazione de Iudeca. Esse sono attestate nella stesura del 1198 dell'Obituarium S. Spiritus, ed erano dedicate rispettivamente a San Nazario, a San Gennaro e a Santo Stefano appunto; quest'ultima appare anche con la specificazione in plano Curie.
La tolleranza verso gli ebrei in città ebbe fasi alterne: la presenza di chiese nella Iudeca può essere segno di un certo grado di integrazione fra le due religioni; d'altra parte, vi furono fasi in cui venne forzata la conversione dei giudei. Una di queste ebbe atto per iniziativa del principe Landolfo VI, che papa Alessandro II redarguì nel 1065; un'altra, probabilmente, per riflesso delle campagne condotte da Carlo II d'Angiò nel Regno di Napoli, verso la fine del XIII secolo. Di tali campagne sarebbe indicativa l'ultima delle specificazioni rilevabili nelle «vecchie carte» per il nome della chiesetta, Santo Stefano de Neophitis, ovvero: dei nuovi battezzati.
Una testimonianza del legame della parrocchia di Santo Stefano con gli ebrei convertiti si trova nello Obituarium che registra, fra i deceduti di tale parrocchia, molte persone di nome chiaramente ebraico. Lo storico Alfredo Zazo ha suggerito un legame ancora più stretto: secondo lui la chiesa fu in precedenza la sinagoga della comunità ebraica, e fu loro sottratta durante uno dei periodi di intolleranza verso tale minoranza. Una tale origine giustificherebbe la dedica del luogo di culto cristiano a santo Stefano protomartire, in quanto egli era morto linciato dagli ebrei di Gerusalemme in seguito alle sue predicazioni.
Le autorità ecclesiastiche, pur opponendosi ad eccessive interazioni fra cristiani ed ebrei, non approvarono i sopra citati tentativi di conversione forzata. Anzi, nel 1374 l'arcivescovo Ugone Guidardi la vietò esplicitamente. La storia degli ebrei a Benevento sembra concludersi con la loro cacciata dai territori pontifici, decisa nel 1569 da papa Pio V.
Nel 1608 la parrocchia di Santo Stefano de Neophitis fu unita alla Congregazione degli Ebdomadari della Metropolitana, che la officiavano. In qualche momento imprecisato confluirono in tale parrocchia quelle abolite di San Nazzaro, già citata, di Sant'Erasmo, di San Giovanni e di San Lorenzo a Porta Somma.
Distrutta dal terremoto del 1688, la chiesa fu ricostruita con le offerte dei fedeli e riconsacrata dall'arcivescovo Vincenzo Maria Orsini nel 1693. Altri danni, di entità secondaria, si ebbero con il terremoto del 1702.
Nel 1865 la chiesa era in condizioni precarie; le sue funzioni di chiesa della parrocchia dei Santi Angelo e Stefano furono trasferite nella basilica di San Bartolomeo Apostolo. Il comune di Benevento ufficializzò il passaggio l'anno successivo e negli anni 1980 l'arcivescovo Carlo Minchiatti soppresse la parrocchia del tutto.
La vecchia chiesa di Santo Stefano cadde così in disuso: negli anni 1950 era utilizzata come deposito, e in tempi più recenti come negozio.

## Descrizione

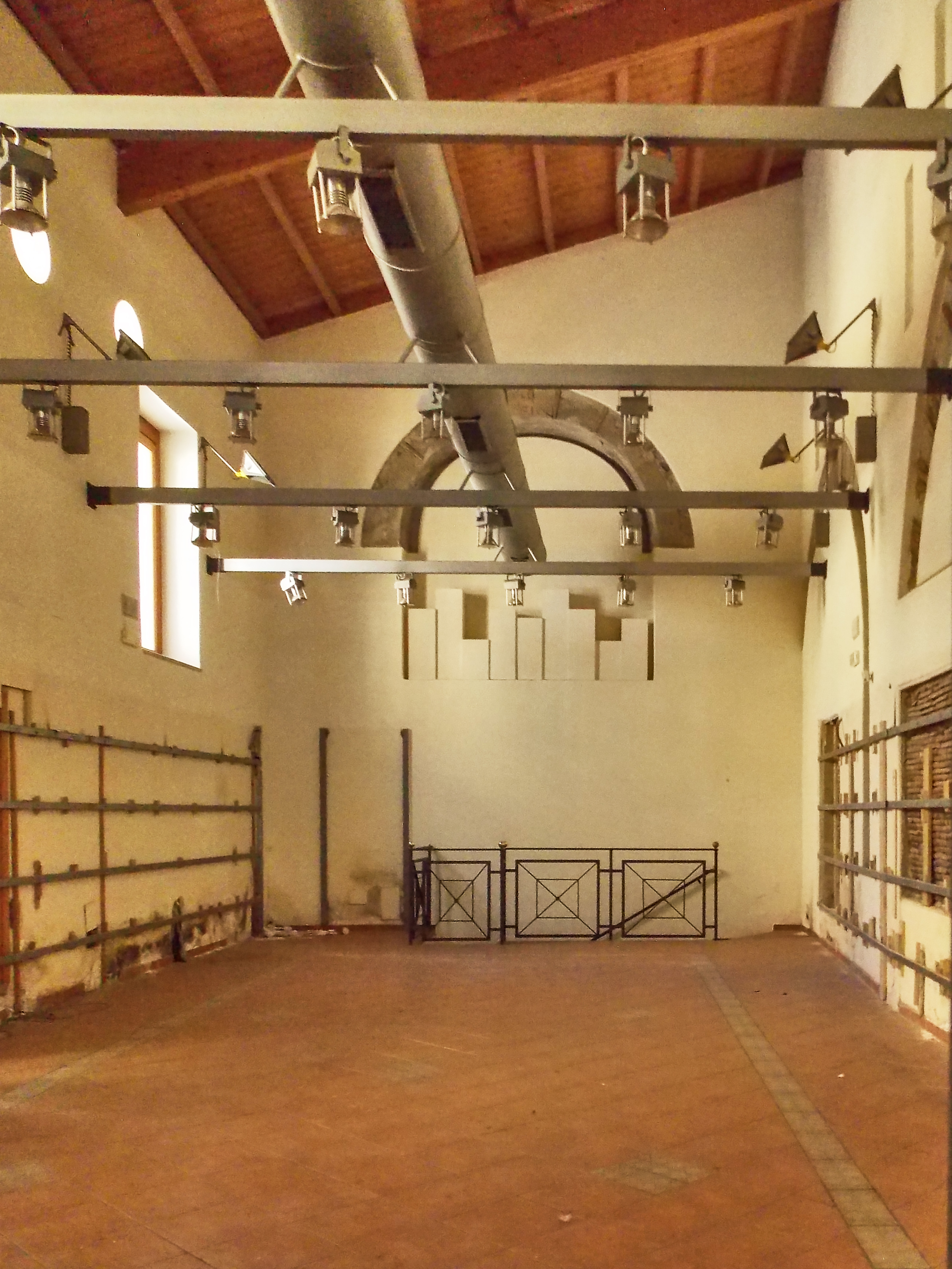
Interno della chiesa

La chiesa di Santo Stefano, nel 1687, era descritta come un edificio a due navate, lungo 11,75 m e largo 11. All'altare maggiore erano venerati il Legno della Croce e un quadro della Madonna della Pace; a santo Stefano era dedicato l'altare laterale destro, ma nella chiesa era celebrato anche san Vito: l'altare sinistro custodiva una sua reliquia, che era venerata contro la rabbia.
La chiesa giunta ai giorni nostri ha una facciata semplice, con un portale lavorato in pietra che reca l'iscrizione RESTAVRATA ANNO 1692 sull'architrave. L'interno è a navata unica. Sul fianco destro della chiesa vi era un campanile, oggi perduto, di cui è ancora visibile la parte basamentale: un arco delimitato da due pilastri. In cima ad esso vi era una campana effigiata, consacrata nel 1695.